# Januš Golec
Januš Golec, slovenski rimskokatoliški duhovnik in urednik, * 28. avgust 1888, Polje ob Sotli, † 24. maj 1965, Maribor.
Po končani gimnaziji v Celju je obiskoval mariborsko bogoslovje ter bil leta 1911 postavljen za kaplana na Remšnik. Mašniško posvečenje je prejel 25. junija 1911. Med vojno je bil vojni kurat, v Galiciji je bil trikrat ranjen ter leta 1917 kot invalid (brez roke) upokojen. Od leta 1919 je kot urednik deloval v Tiskarni sv. Cirila ter se uveljavil tudi kot ljudski pisatelj; napisal je ljudske povesti Guzaj, Trojno gorje, Kruci, Ponarejevalci in Propast in dvig. Bil je tudi urednik Slovenskega gospodarja.
Poleg Alice Schalek je bil eden izmed prvih slovenskih vojnih dopisnikov, V prvi svetovni vojni je za dnevnik Slovenec in tednik Slovenski gospodar poročal iz vzhodne fronte v Galiciji, kjer je bil med letoma 1914 in 1916.
Leta 1925 so ga izvolili izvršilni odbor SLS za mariborsko volilno okrožje. Leta 1938 je prejel državno odlikovanje Red sv. Save IV. stopnje.